# The Image (film 1975)
The Image è un film del 1975 diretto da Radley Metzger, conosciuto anche come The Punishment of Anne e The Mistress and the Slave, e tratto dal libro del 1956 L'immagine (L'image, 1956) di Catherine Robbe-Grillet.

## Struttura
La struttura del film è scandita in dieci capitoli, introdotti da altrettanti cartelli:
1. An Evening at the X...'s
2. The Roses in Bagatelle Gardens
3. Too Much Water and Its Consequences
4. False Starts
5. The Photographs
6. An Expiatory Sacrifice
7. The Fitting Room
8. In the Bathroom
9. The Gothic Chamber
10. Everything Resolves Itself

## Trama
Jean e Claire vivono un intenso quanto appagante rapporto sadomaso, a cui presto si aggiunge Anne la quale farà da schiava ad entrambi.